# العلاقات الألمانية الأرجنتينية
العلاقات الألمانية الأرجنتينية هي العلاقات الثنائية التي تجمع بين ألمانيا والأرجنتين.

## مقارنة بين البلدين
هذه مقارنة عامة ومرجعية للدولتين:
| وجه المقارنة                                              | ألمانيا                                                                              | الأرجنتين                                               |
| --------------------------------------------------------- | ------------------------------------------------------------------------------------ | ------------------------------------------------------- |
| المساحة (كم2)                                             | 357.41 ألف                                                                           | 2.78 مليون                                              |
| عدد السكان (نسمة)                                         | 81.29 مليون                                                                          | 44.27 مليون                                             |
| الكثافة السكانية (ن./كم²)                                 | 227.44                                                                               | 15.92                                                   |
| العاصمة                                                   | بون، برلين                                                                           | بوينس آيرس                                              |
| اللغة الرسمية                                             | اللغة الألمانية                                                                      | اللغة الإسبانية                                         |
| العملة                                                    | يورو، مارك ألماني                                                                    | البيزو الأرجنتيني 1983 ‏، بيزو أرجنتيني، أسترال أرجنتيني |
| الناتج المحلي الإجمالي (بليون دولار)                      | 3.68 تريليون                                                                         | 637.59 مليار                                            |
| الناتج المحلي الإجمالي (تعادل القوة الشرائية) بليون دولار | 3.92 تريليون                                                                         | 883.02 مليار                                            |
| الناتج المحلي الإجمالي الاسمي للفرد دولار أمريكي          | 41.31 ألف                                                                            | 13.43 ألف                                               |
| الناتج المحلي الإجمالي للفرد دولار أمريكي                 | 46.40 ألف                                                                            |                                                         |
| مؤشر التنمية البشرية                                      | 0.926                                                                                | 0.827                                                   |
| رمز المكالمات الدولي                                      | +49                                                                                  | +54                                                     |
| رمز الإنترنت                                              | .de                                                                                  | .ar                                                     |
| المنطقة الزمنية                                           | توقيت وسط أوروبا، ت ع م+01:00، ت ع م+02:00، توقيت أوروبا الوسطى المعياري (ت غ م +1) ‏ | 00                                                      |

## مدن متوأمة
في ما يلي قائمة باتفاقيات التوأمة بين مدن ألمانية وأرجنتينية:
- ترتبط برلين مع بوينس آيرس باتفاقية توأمة منذ 5 أبريل 1994.[16][16][16][16]
- ترتبط Sigmaringendorf [الإنجليزية]‏ مع رافاييلا باتفاقية توأمة.
- ترتبط بامبرغ مع فيلا كارلوس باز باتفاقية توأمة منذ 1970.
- ترتبط نويشتات باي كوبورغ مع غويا، خيريز دي لا فرونتيرا باتفاقية توأمة.
- ترتبط إرفورت مع سان ميغيل دي توكومان باتفاقية توأمة منذ 6 فبراير 2000.[17][18][19][20]

## منظمات دولية مشتركة
يشترك البلدان في عضوية مجموعة من المنظمات الدولية، منها:
| علم المنظمة | اسم المنظمة                               | تاريخ انضمام ألمانيا | تاريخ انضمام الأرجنتين |
| ----------- | ----------------------------------------- | -------------------- | ---------------------- |
|             | مؤسسة التمويل الدولية                     | 20 يوليو 1956        | 13 أكتوبر 1959         |
|             | مجموعة أستراليا                           | 1985                 | 1993                   |
|             | يونسكو                                    | 11 يوليو 1951        | 15 سبتمبر 1948         |
|             | مجموعة الموردين النوويين                  | ?                    | ?                      |
|             | مؤسسة التنمية الدولية                     | 24 سبتمبر 1960       | 3 أغسطس 1962           |
|             | المركز الدولي لتسوية المنازعات الاستشارية | 18 مايو 1969         | 18 نوفمبر 1994         |
|             | وكالة ضمان الاستثمار متعدد الأطراف        | 12 أبريل 1988        | 11 فبراير 1992         |
|             | منظمة حظر الأسلحة الكيميائية              | 29 أبريل 1997        | ?                      |
|             | البنك الإفريقي للتنمية                    | ?                    | ?                      |
|             | الاتحاد الدولي للاتصالات                  | 1866                 | 1889                   |
|             | الأمم المتحدة                             | 18 سبتمبر 1973       | 24 أكتوبر 1945         |
|             | منظمة الشرطة الجنائية الدولية             | ?                    | ?                      |
|             | مجموعة العشرين                            | 26 سبتمبر 1999       | ?                      |
|             | البنك الدولي للإنشاء والتعمير             | 14 أغسطس 1952        | 20 سبتمبر 1956         |
|             | الفريق المعني برصد الأرض                  | ?                    | ?                      |
|             | الاتحاد البريدي العالمي                   | 1 يوليو 1875         | ?                      |
|             | منظمة التجارة العالمية                    | ?                    | ?                      |
|             | المنظمة الهيدروغرافية الدولية             | ?                    | ?                      |
|             | نظام تحكم تكنولوجيا القذائف               | 1987                 | 1993                   |

## أعلام
هذه قائمة لبعض الشخصيات التي تربطها علاقات بالبلدين:
- خوان اسنايدر (5 مارس 1973[43] – )
- خوليو كورتاثر (كاتب أرجنتيني، 26 أغسطس 1914[44][45][46] – 12 فبراير 1984[44][45][46])
- دانييل كيلر (لاعب كرة قدم أرجنتيني، 21 ديسمبر 1949[47] – )
- دييغو شفارتزمان (لاعب كرة مضرب أرجنتيني، 16 أغسطس 1992 – )
- راؤول ألفونسين (12 مارس 1927[48][49] – 31 مارس 2009[48][49][50])
- روبرتو أرلت (كاتب أرجنتيني، 26 أبريل 1900[51][52] – 26 يوليو 1942[51][52][53])
- رينالدو بينيوني (رئيس الأرجنتين الحادي والأربعين من سنة 1982 إلى سنة 1983، 21 يناير 1928 – 7 مارس 2018)
- رينيه هاوسمان (لاعب كرة قدم أرجنتيني، 19 يوليو 1953[54] – 22 مارس 2018)
- غابرييل هاينزه (لاعب كرة قدم أرجنتيني، 19 أبريل 1978[55] – )
- فاكوندو أرانا (ممثل أرجنتيني، 31 مارس 1972 – )
- فيرناندو باتيرنوستر (لاعب كرة قدم أرجنتيني، 24 مايو 1903 – 6 يونيو 1967)
- كريستينا فرنانديز دي كيرشنر (سياسية أرجنتينية، 19 فبراير 1953[56] – )
- ليوناردو ماير (لاعب كرة مضرب أرجنتيني، 15 مايو 1987 – )
- ماتياس كرانفايتر (لاعب كرة قدم أرجنتيني، 21 مايو 1993[57] – )
- ماريو بونخي (21 سبتمبر 1919[58] – )

## وصلات خارجية
- موقع وزارة الخارجية الألمانية
- موقع وزارة الخارجية الأرجنتينية